# Domagnano
Domagnano é um município e uma cidade de San Marino, uma das 9 comunas ou "castelli" do país. Sua população é de 3.568 habitantes (outubro de 2020).
Antigamente conhecido como Montelupo (monte de lobos) devido ao seu brasão, o castelli já foi colonizado pelos Romanos e foi pela primeira vez mencionado por volta de 1300. Fica localizado no Monte Titano e pode-se ver o Mar Adriático de lá.

## Geografia
Faz fronteira com os municípios são-marinenses de Faetano, Borgo Maggiore e Serravalle e com o município italiano de Coriano.

## Dados
- População (2020): 3.568 habitantes.
- Área: 6.62 km²
- Densidade demográfica: 538,97 km²
- Capital: Domagnano